# Frontera entre França i Itàlia
La frontera entre França i Itàlia es la frontera internacional entre França i Itàlia, estats membres de la Unió Europea i de l'Espai Schengen. Separa les regions franceses d'Alvèrnia-Roine-Alps i Provença – Alps – Costa Blava, concretament els departaments d'Alta Savoia, Savoia, Alts Alps Alps d'Alta Provença i Alps Marítims de les regions italianes de Vall d'Aosta, Piemont (província de Torí i província de Cuneo, que inclou les Valls Occitanes) i Ligúria (província d'Imperia).

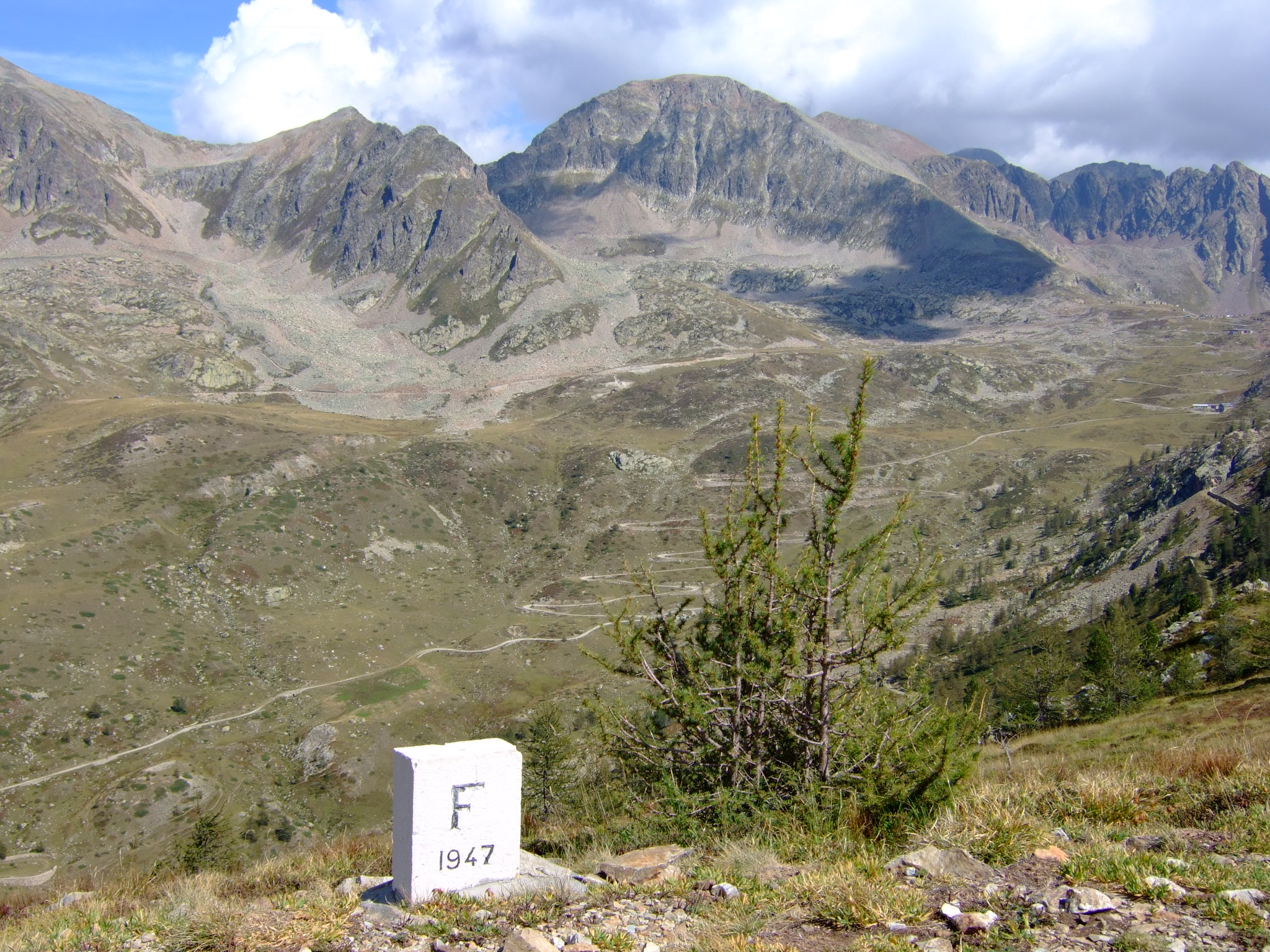
Fita de la frontera, vista del costat francès als Alps Marítims.

## Traçat
La frontera s'estén sobre 476 kilòmetres o sobre 515 km del sud-est de França al nord-oest d'Itàlia. Comença al nord-oest al trifini franco-suïssa i italo-suïssa (45° 55′ 23″ N, 07° 02′ 40″ E / 45.92306°N,7.04444°E), sobre la cresta occidental del mont Dolent (3.820 m d'altitud), a la comuna francesa de Chamonix-Mont-Blanc (departament de l'Alta Savoia), la comuna italiana de Courmayeur (Vall d'Aosta) i la comuna suïssa d'Orsières (cantó del Valais). La frontera terrestre segueix després una direcció general vers al sud, fins a la Mediterrània, que arriba al nivell de Menton a França i de Ventimiglia a Itàlia.

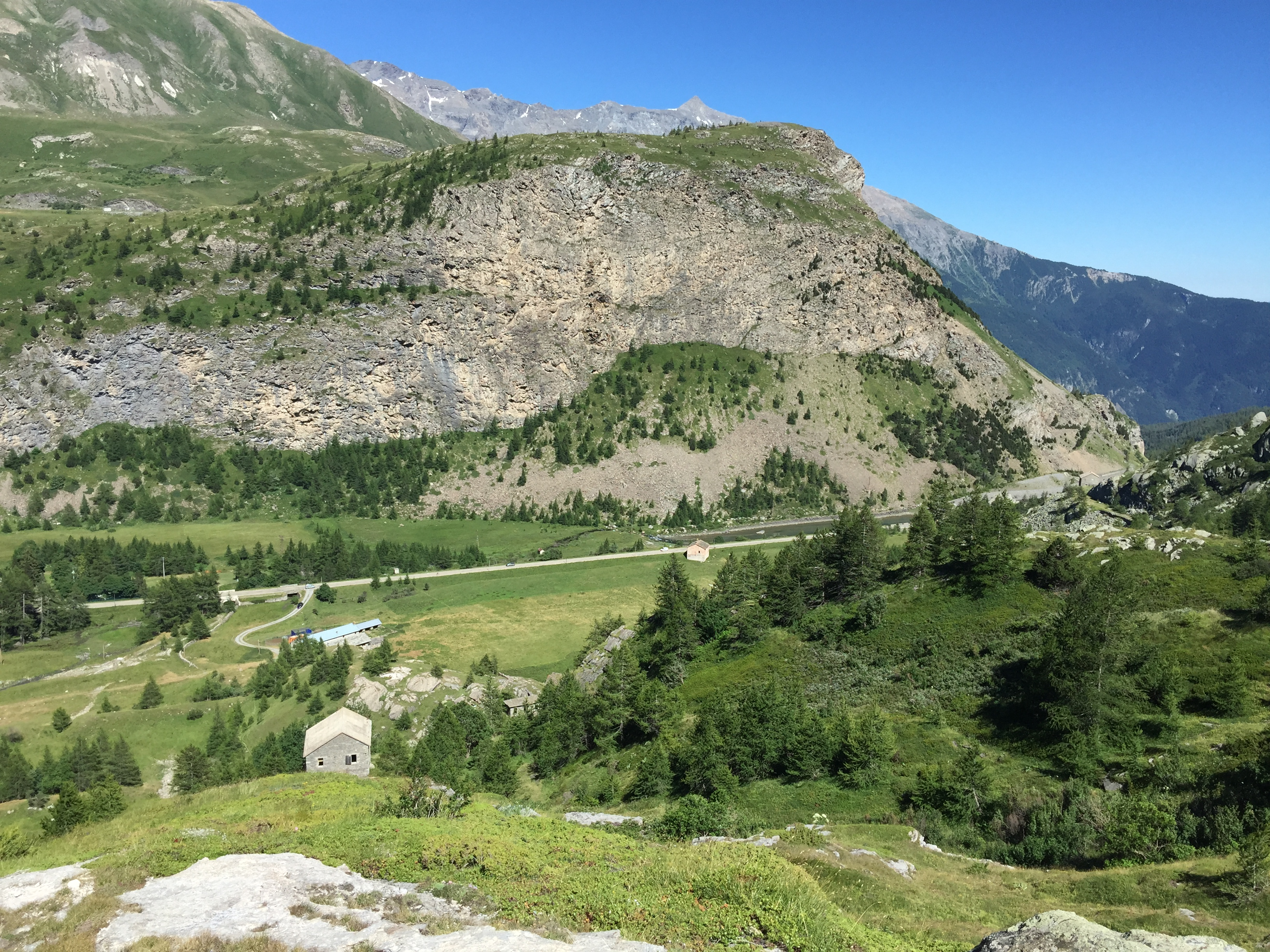
A conseqüència del tractat de París, ara és el final de l'altiplà de Nicolas que delimita la frontera franco-italiena 10 km després del col du Mont-Cenis.

Des del punt de vista de la diplomàcia italiana, a començaments del segle xxi, s'havia quedat pendent de regular un punt sobre el traçat de la frontera francoitaliana a la cimera del Mont Blanc

Frontera al nivell del comtat de Niça: la línia bruna és la frontera dels Alps Marítims actual; en marró, el territori annexat en 1860 ; en groc, territori annexat en 1945

La frontera marítima entre ambdós estats és situada a la mar Mediterrània i és més complexa perquè Còrsega es troba de fet al golf de Gènova. Una frontera separa Còrsega de la península italiana però no de la Sardenya a través de l'Estret de Bonifacio. El 21 de març de 2015 es va ratificar a Caen un acord entre els governs francès i italià que modificava l'àrea de sobirania de la zona econòmica exclusiva. Com a conseqüència d'aquest acord internacional, els mars al nord de la Sardenya esdevingueren francesos, amb la conseqüent adquisició dels drets de pesca i explotació geològica i minaire successivament a l'aprovació del parlament italià.

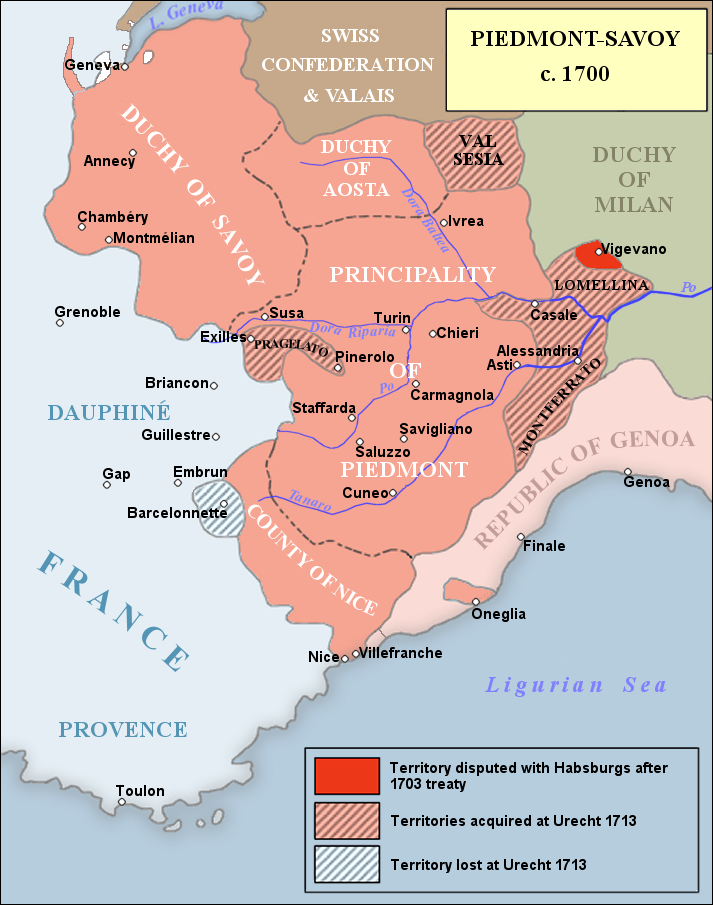
Frontera entre França i el Regne de Sardenya en 1700.

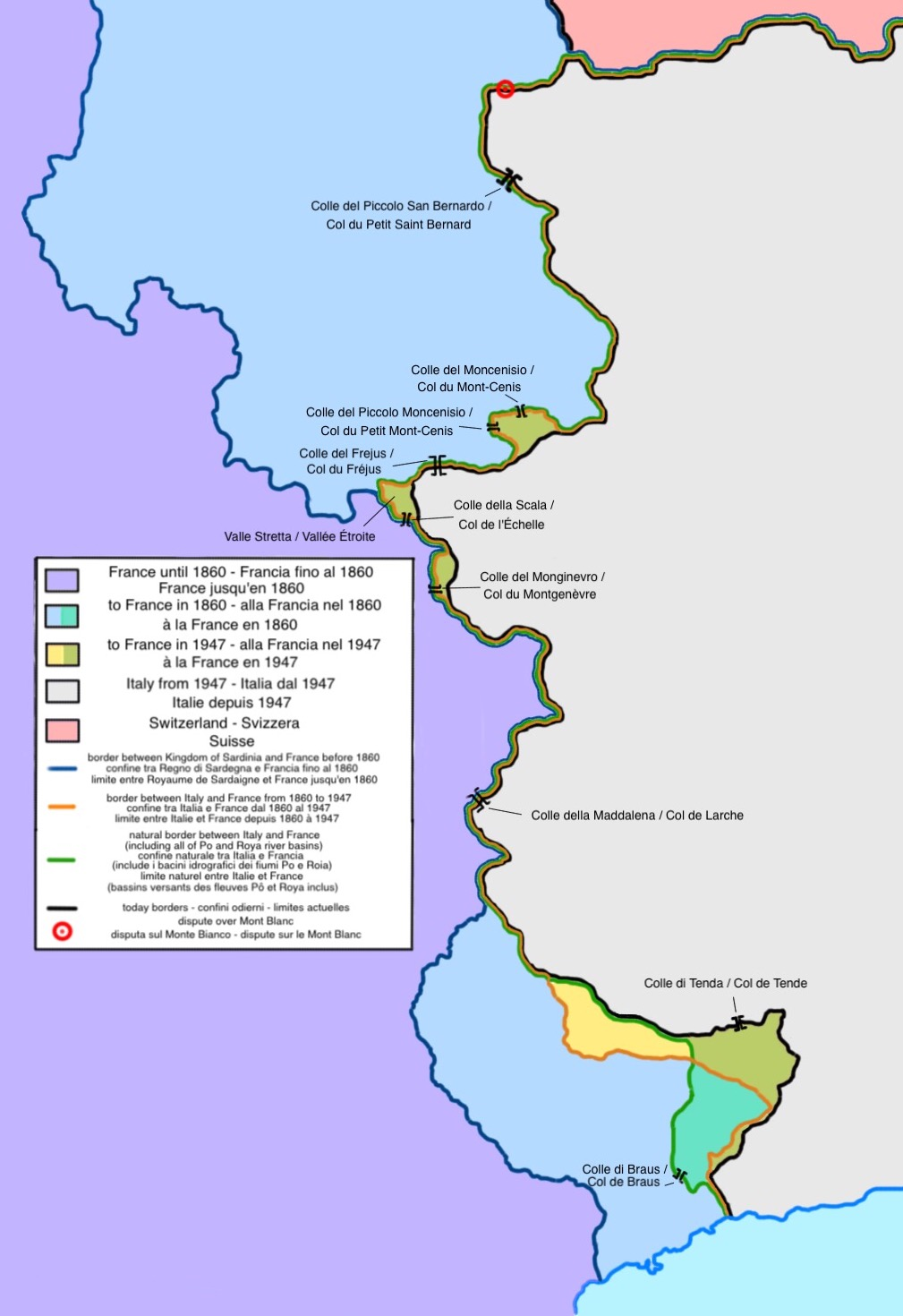
Evolució de la frontera franco-italiana de 1859 a 1947

L'entitat i les conseqüències d'aquest tractat van romandre desconegudes fins al gener de 2016 després de la presa de vaixells de pesca italians per part del govern de França i la conseqüent impugnació del tractat per part del sector de la pesca. Posteriorment França va demanar les seves disculpes formals a Itàlia admetent el "desafortunat error", ja que l'acord encara no estava ratificat pel parlament italià i, per tant, era nul.

## Passos fronterers
La frontera francoitaliana és muntanyosa. Els punts de pas per carretera entre ambdós estats són inclosos en aquesta llista exhaustiva (les carreteres són llistades de nord a sud):
| N° | Pas                            | Altitud (m) |
| -- | ------------------------------ | ----------- |
| 1  | Túnel del Mont Blanc           | 1.381       |
| 2  | Coll del Petit Sant Bernat     | 2.188       |
| 3  | Pas del Mont Cenis             | 2.081       |
| 4  | Túnel de Fréjus                | 1.297       |
| 5  | Col de l'Échelle               | 1.762       |
| 6  | Coll de Montginebre            | 1.850       |
| 7  | Coll de l'Agnello              | 2.744       |
| 8  | Pas de la Maddalena            | 1.991       |
| 9  | Coll de la Lombarde            | 2.350       |
| 10 | Col de Tenda                   | 1.871       |
| 11 | Túnel de Tenda                 | 1.270       |
| 12 | Baisse de Sanson               | 1.706       |
| 13 | Carretara de Ventimiglia       | 220         |
| 14 | Coll de Vescavo                | 477         |
| 15 | Túnel de la Girauda (A8)       | 220         |
| 16 | Carretera Menton - Ventimiglia | 4           |

## Història
La frontera entre ambdós estats es remunta a l'existent entre el Regne de Sardenya i França durant el segle xix. El Tractat de Torí va atribuir la Savoia i el Comtat de Niça a França; la precisió de la frontera entre el Segon Imperi Francès i el Regne de Sardenya es duu a terme l'any següent.
Durant la Segona Guerra Mundial, Itàlia sosté i administra una zona d'ocupació italiana a França en el moment de l'armistici del 24 de juny de 1940 (armistici franco-italià signat a la vila Incisa, prop de Roma) i després es va estendre des l'11 de novembre de 1942. Els alemanys van ocupar la zona italiana des de 1943, i el territori va ser finalment alliberat per França entre 1944 i finals d'abril de 1945.
La frontera fou modificada pel Tractat de París en 1947, quan França es va annexar Tenda i A Briga. Aquesta annexió va ser aprovada pels habitants per plebiscit per una gran majoria. Després de 1947, s'han aportat algunes solucions variades a alguns punts que restaven en litigi:
- En tres zones en disputa, la demarcació s'ha efectuat amb retard, després d'un acord informal entre els dos estats interessats:
  - El 1962 han estat demarcat el sector de Clos des Morts, al nord-est del mont Chaberton, i als voltants de l'Auriveta;
  - Només en 1989 va ser demarcat el sector dels llacs Colle Longue, que ara són part de la ciutat francesa de Isola tot i que són al vessant oriental de la cadena alpina;
- Al sector del Mont Cenis, un litigi sobre una àrea molt petita (un camí i dues pastures) s'estableix per un intercanvi de cartes datades del 28 d'abril 1964 que no pretenen una altra cosa ser "interpretatives" del Tractat de París;
- Finalment a Las Clavieras, es procedeix a una rectificació de fronteres degudament, mitjançant intercanvi de cartes de data 28 de setembre de 1967, però els tràmits eficaços són diferits fins a 1973 la(demarcació es va dur a terme l'any 1975).[16][17]